# El Pital
El Pital è un comune della Colombia facente parte del dipartimento di Huila.
Il centro abitato venne fondato da Barbara del Campo y Salazar nel 1664, mentre l'istituzione del comune è del 1988.